# Madelle
Madelle est un terme proposé dans les années 1980 par certains Canadiens francophones[réf. nécessaire] pour remplacer « Madame » et « Mademoiselle » qui font allusion à l'état civil de la femme.
C'est l'équivalent féminin du titre « Monsieur ».
Le pluriel en est « Mesdelles », l'abréviation « Md. » au singulier et « Mds » au pluriel.
Ce terme existait depuis le XVIIe siècle.
Le Comité de la condition féminine de l'Association des bibliothécaires et professeurs de l'Université de Moncton (ABPUM), a constaté en 1987, la rareté d'utilisation de ce néologisme et recommande l'utilisation de « Madame » pour toutes les femmes.
« Madelle » n'a pas été entériné par l'usage et abandonné.